# New London, Wisconsin
New London är en stad (city) i Outagamie County, och Waupaca County, i Wisconsin i USA. Vid 2010 års folkräkning hade New London 7 295 invånare.